# توغبا ملیس ترک
توغبا ملیس ترک (انگلیسی: Tuğba Melis Türk؛ زادهٔ ۷ سپتامبر ۱۹۹۰) بازیگر سینما، بازیگر تلویزیون، و مدل (شخص) اهل ترکیه است.
از فیلم‌ها یا برنامه‌های تلویزیونی که وی در آن نقش داشته‌است می‌توان به فضیلت خانم و دخترانش و اسمش را فریحا گذاشتم اشاره کرد.